# Yafi
Els yafi són una gran tribu del Iemen que ocupen la regió muntanyosa de Yafa, dividida en Yafa Superior o Alt Yafa i Yafa Inferior o Baix Yafa. Aquestes muntanyes s'anomenen el Sawr Himyar, i es troben a uns 120 km al nord-est d'Aden. Vers el 1700 van fundar dos soldanats amb cinc subtribus cadascun, un a l'Alt Yafa i un al Baix Yafa; aquest darrer es va estendre cap a les planes fèrtils de l'Abyan.
A l'època preislàmica ja existien els yafi i apareixen a les inscripcions com yfm; en època islàmica es dedicaven a la pagesia i feien sovint de mercenaris, segons diu Al-Hamdani al segle X; el país era inaccessible i, per tant, van ser sempre independents de fet encara que sovint servien a senyors superiors; als rasúlides els van servir com a mercenaris, però mai els van pagar impostos o tributs. A partir del segle xvii van emigrar en gran nombre a l'Hadramaut, primer com a mercenaris, però després van crear una espècie d'estat independent durant el segle xviii i van ajudar els adversaris dels kathiri. També van servir a l'Índia Britànica al segle xix, especialment a l'Estat de Hyderabad.
Entre 1903 i 1904 els dos soldans (de Mahjabah i Jaar) i la major part dels xeics van signar tractats de protectorat amb els britànics. Però el 1909 els britànics pràcticament no havien estat encara al Yafa Superior.